# Косточковыбивалка

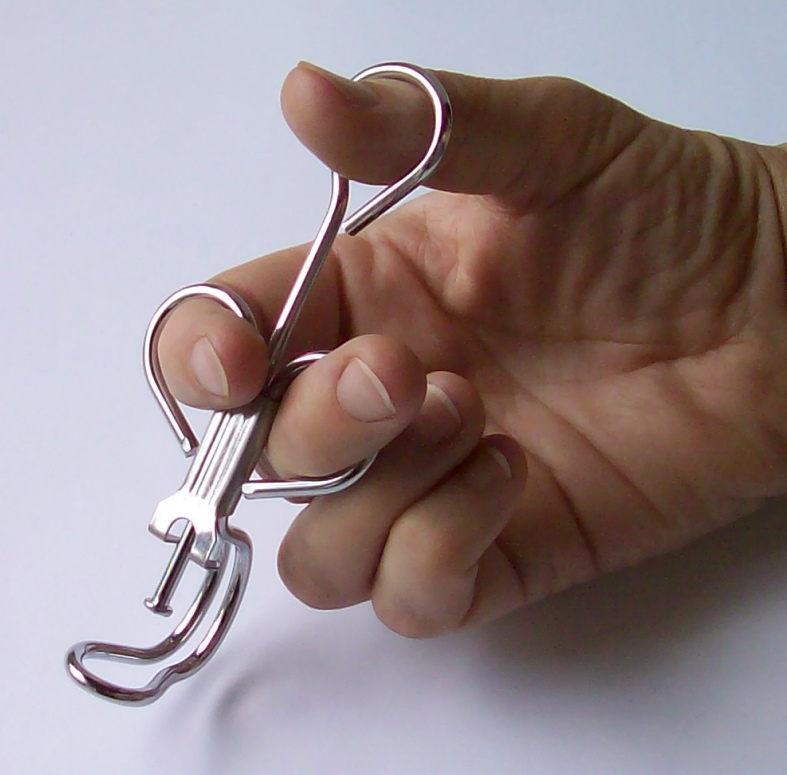
Ручная косточковыбивалка для вишни

Косточковыбива́лка — приспособление для быстрого удаления косточек из мелких плодов с косточкой: сливы, абрикосов и вишни. «Краткая энциклопедия домашнего хозяйства» 1960 года рекомендует использовать косточковыбивалки вместо головных шпилек, которыми часто пользовались домашние хозяйки для приготовления фруктовых консервов (преимущественно компотов) и варенья.
Косточковыбивалки изготавливают из металла и синтетических материалов. Они могут быть ручными и настольными, предназначаться для разного размера плодов. Некоторые модели оснащены отдельными ёмкостями для необработанных плодов, вынутых косточек и готовой фруктовой мякоти. Тем не менее, принцип действия косточковыбивалок един: плод с косточкой помещается в зажим, а косточка выбивается сверху специальным стерженьком. Устройство для удаления косточек из сливы одновременно разрезает готовый плод на четыре части. В Испании кулинары пользуются косточковыбивалками для удаления косточек из оливок для их последующей фаршировки.